# Dramane Nikièma
Abdoul Dramane Nikièma (Bobo-Dioulasso, 17 ottobre 1988) è un calciatore burkinabè, centrocampista dell'Horoya e della nazionale burkinabè.

## Carriera

### Nazionale
Debutta con la nazionale burkinabè il 26 maggio 2012 in occasione dell'amichevole pareggiata 2-2 contro il Benin.
Rimasto fuori dal giro della nazionale per sette anni, vi rientra nel 2019 in vista delle qualificazioni per la Coppa delle nazioni africane 2021 contro Uganda e Sudan del Sud; nel dicembre 2021 viene incluso nella lista finale dei convocati della Coppa d'Africa 2021.

## Statistiche

### Cronologia presenze e reti in nazionale
| Cronologia completa delle presenze e delle reti in nazionale ― Burkina Faso | Cronologia completa delle presenze e delle reti in nazionale ― Burkina Faso | Cronologia completa delle presenze e delle reti in nazionale ― Burkina Faso | Cronologia completa delle presenze e delle reti in nazionale ― Burkina Faso | Cronologia completa delle presenze e delle reti in nazionale ― Burkina Faso | Cronologia completa delle presenze e delle reti in nazionale ― Burkina Faso | Cronologia completa delle presenze e delle reti in nazionale ― Burkina Faso | Cronologia completa delle presenze e delle reti in nazionale ― Burkina Faso |
| Data                                                                        | Città                                                                       | In casa                                                                     | Risultato                                                                   | Ospiti                                                                      | Competizione                                                                | Reti                                                                        | Note                                                                        |
| --------------------------------------------------------------------------- | --------------------------------------------------------------------------- | --------------------------------------------------------------------------- | --------------------------------------------------------------------------- | --------------------------------------------------------------------------- | --------------------------------------------------------------------------- | --------------------------------------------------------------------------- | --------------------------------------------------------------------------- |
| 26-5-2012                                                                   | Ouagadougou                                                                 | Burkina Faso                                                                | 2 – 2                                                                       | Benin                                                                       | Amichevole                                                                  | -                                                                           | 71’                                                                         |
| 13-11-2019                                                                  | Ouagadougou                                                                 | Burkina Faso                                                                | 0 – 0                                                                       | Uganda                                                                      | Qual. Coppa d'Africa 2021                                                   | -                                                                           | 82’                                                                         |
| 17-11-2019                                                                  | Khartum                                                                     | Sudan del Sud                                                               | 1 – 2                                                                       | Burkina Faso                                                                | Qual. Coppa d'Africa 2021                                                   | -                                                                           | 82’                                                                         |
| 9-10-2020                                                                   | El Jadida                                                                   | Burkina Faso                                                                | 3 – 0                                                                       | RD del Congo                                                                | Amichevole                                                                  | -                                                                           | 7’ 46’                                                                      |
| 12-6-2021                                                                   | Rabat                                                                       | Marocco                                                                     | 1 – 0                                                                       | Burkina Faso                                                                | Amichevole                                                                  | -                                                                           | 40’ 66’                                                                     |
| 8-10-2021                                                                   | Marrakech                                                                   | Gibuti                                                                      | 0 – 4                                                                       | Burkina Faso                                                                | Qual. Mondiali 2022                                                         | -                                                                           | 80’                                                                         |
| 13-1-2022                                                                   | Yaoundé                                                                     | Capo Verde                                                                  | 0 – 1                                                                       | Burkina Faso                                                                | Coppa d'Africa 2021 - 1º turno                                              | -                                                                           | 90+1’                                                                       |
| Totale                                                                      |                                                                             | Presenze                                                                    | 7                                                                           |                                                                             | Reti                                                                        | 0                                                                           |                                                                             |

## Palmarès

### Club

#### Competizioni nazionali
- Première Division (Burkina Faso): 1

Étoile Ouagadougou: 2008
- Coupe du Faso: 1

Étoile Ouagadougou: 2008